# Espacio Caritel

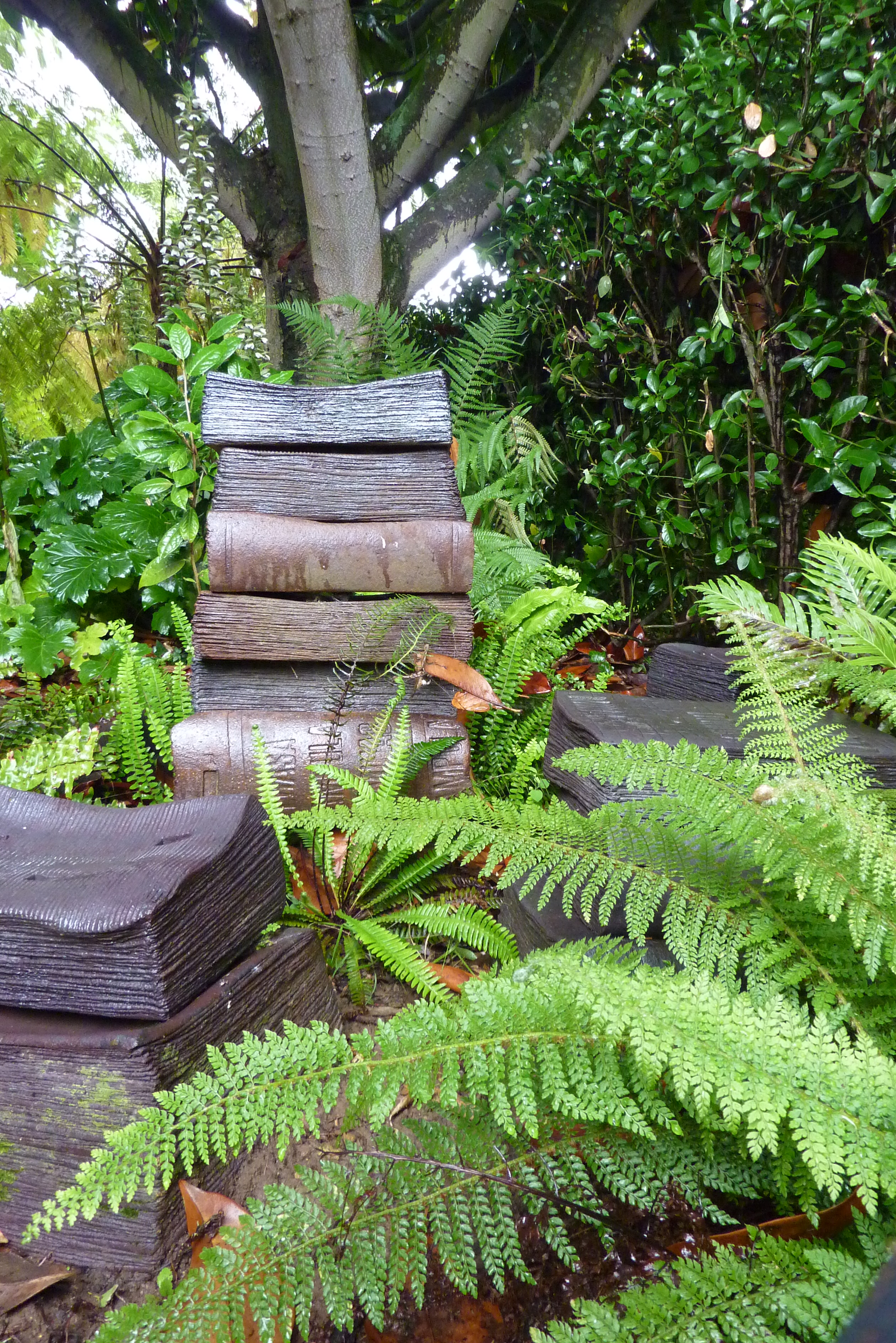
Esculturas en el jardín

Espacio Caritel, arte y naturaleza, es un conjunto de museo y parque situado en Caritel (San Martiño de Mondoñedo, Foz).

## Características
Contiene obras del artista plástico "Caxigueiro", Daniel Río Rubal , en un edificio construido por el arquitecto José D. Moscoso y que también alberga el estudo del artista, y el jardín, de 3500 m², donde dispone de una colección de más de cien variedades de camelia, además de otras especies como hortensias, y diversa flora autóctona y especies poco frecuentes en hábitat semejantes. El conjunto ofrece un lugar donde la escultura, la fotografía y la naturaleza se unen para ofrecer una defensa de vida y color a lo largo de todo el año.
Más visitado durante la temporada de verano, tiene zonas que florecen en cualquier temporada, excepto el otoño.